# Барлети, Марин
Марин Барлети (алб. Marin Barleti, лат. Marinus Barletius; 1450, Шкодер, Османская империя — около 1512, Падуя или Рим) — албанский историк, писатель, католический священник, гуманист эпохи Возрождения. Основоположник албанской историографии.

## Биография
О молодости Барлети ничего не известно.
Участник обороны родного г. Шкодера от османских войск в 1474 и 1478 годы. После смерти Скандербега этот город был одним их последних оплотов антиосманского восстания.
После взятия Шкодера турками — эмигрировал в Италию.
Стал знатоком истории, классической литературы и латинского языка.
В «Истории Черногории» митрополит Василий (Василий III Петрович) писал о нём: 

Марин Скадранин, родом Словен «на латинском језику велми учен»— Istorija o Crnoj Gori. 1985

## Труды
Автор нескольких исторических работ на латинском языке.
Опубликовал в 1505 году в Венеции сочинение «Об осаде Шкодера» (алб. Rrethimi i Shkodrës), а в 1508—1510 годы в Риме — первую светскую биографию Скандербега «Историю жизни и подвигов Скандербега, принца эпиротов» (лат. Historia de vita et gestis Scanderbegi Epirotarum principis ), заложив тем самым основы албанской историографии.
В XVI веке «История» была переведена с латинского на ряд европейских языков. Только в Германии, труд в течение XVI-го и XVII-го веков переиздавался более десяти раз. В дальнейшем эта книга послужила основой для изучения биографии Скандербега, вождя албанского антиосманского восстания, заложив основы его культа и оказав большое влияние на формирование национального сознания албанцев.
Третьим и последним трудом Марина Барлети стал «Компендиум жизни пап и императоров»
(лат. Compendium vitarum pontificum et imperatorum), изданный в 1512 году.

## Память
Ныне имя М. Барлети носит один из негосударственных университетов Тираны, публичная библиотека Шкодера и издательство.